# Rudolf Lippert
Rudolf Lippert   (Leipzig, 29 d'octubre de 1900 - Bielefeld, 1 d'abril de 1945) fou un genet i militar alemany, vencedor d'una medalla olímpica.
El 1928 va prendre part en els Jocs Olímpics d'Estiu d'Amsterdam, on va disputar dues proves del programa d'hípica. Destaca la desena posició aconseguida en el concurs complet individual. Vuit anys més tard, als Jocs de Berlín de 1936 tornà a disputar dues proves del programa d'hípica. Guanyà la medalla d'or en la prova del concurs complet per equips, mentre en la del concurs complet individual fou sisè. En ambdues proves va competir amb el cavall Fasan.
Militar de formació, durant la Segona Guerra Mundial va ser ascendit a Generalmajor de la 5a Divisió Panzer de la Wehrmacht. Va rebre diversos honors durant la Guerra, inclosa la Creu de Cavaller de la Creu de Ferro el 9 de juny de 1944, abans de morir en combat a Bielefeld l'abril de 1945.